# Joseph Tieffenthaler
Compléments
Tieffenthaler est considéré comme le père de la géographie moderne en Inde
Joseph Tieffenthaler (ou Joseph Tiefentaller), né le 27 avril 1710 à Salorno, près de Bolzano (Italie) et décédé le 5 juillet 1785 à Lucknow, Uttar Pradesh (Inde), était un prêtre jésuite autrichien, missionnaire en Inde. Sa Descriptio Indiae le fit reconnaitre comme le père de la géographie indienne moderne en occident.

## Biographie

### En Europe
Joseph Tieffenthaler entre dans la Compagnie de Jésus, à Landsberg (en Bavière), le 9 octobre 1729. Sa formation spirituelle et académique terminée il passe deux ans en Espagne où il est ordonné prêtre en 1743. La même année il quitte l’Europe (via Lisbonne) pour l’Inde. Arrivé à Goa il n’y reste pas longtemps car il est destiné à ce qui était appelé la Mission du Grand Mogol. 

### Premières années en Inde
À Âgrâ, capitale de l'empire moghol, Tieffenthaler est recteur du collège jésuite. Mais il voyage beaucoup ; il visite Mathura, Delhi, Surat, Jodhpur, Jaipur (et l'observatoire de Jai Singh II). En 1747 Tieffenthaler se trouve à Narwar, un petit royaume de l’Inde centrale (aujourd’hui dans le Madhya Pradesh) où il est, entre autres activités, chapelain des Bourbons. Pendant 18 ans Narwar sera son point d’attache. Un séjour sans doute plus long que prévu car il lui est impossible de revenir en territoire portugais (Goa), sous peine d’être arrêté, car en 1759 le Portugal du marquis de Pombal, a expulsé tous les jésuites résidant au Portugal ou dans ses colonies.

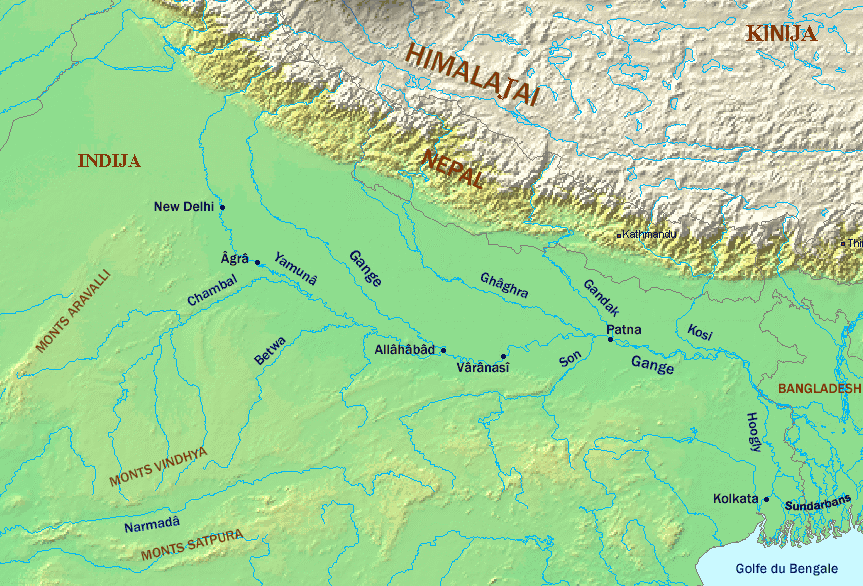
Bassin du Gange et Ghaghra visité par Tieffenthaler

### Géographe en Inde
De Narwar il sillonne l’Inde du Nord et en particulier la plaine du Gange. De tous les lieux qu’il visite il fait de minutieuses descriptions et relevés géographiques. Il écrit « Si ce n’est le salut des âmes et leur conquête pour Dieu, rien ne me passionne autant que l’étude de la situation géographique des lieux, la variation de vents, la nature du sol, et le caractère et les coutumes des régions par où je passe ». 
La Compagnie de Jésus n’existant plus en Inde, Tieffenthaler fait face à de grandes difficultés financières. En 1765 Il décide de se rendre à Calcutta - la ville fondée par Job Charnock en 1690 - pour demander aux anglais une aide financière qui lui permette de poursuivre ses recherches scientifiques : « cette célèbre nation anglaise, bien connue pour son humanité, ses libéralités et sa charité pour les pauvres ». Il saisit l’occasion pour visiter le Bengale, et son université de Nadia. Et à Bandel : « l’église des jésuites est presque en ruines »
Apparemment sa mission est couronnée de succès, car il rentre à Lucknow, capitale du royaume d’Oudh, et ne semble plus avoir de problèmes financiers. Lucknow sera son port d’attache pour le reste de sa vie. Il continue à sillonner les régions du Gange et ses tributaires. En 1778 il apprend la nouvelle de la suppression universelle de la Compagnie de Jésus, l’Ordre religieux auquel il appartient, par le pape Clément XIV (en 1773). C’est avec tristesse que, en 1781, il remet aux pères carmes la responsabilité de la mission et résidence d’Âgrâ.
Lui-même reste néanmoins en Inde et y continue ses observations géographiques. Jusqu’à la fin de sa vie il réside à Lucknow. Il y meurt le 5 juillet 1785. Son corps est cependant porté à Âgrâ ou il est enterré dans le petit cimetière des jésuites derrière l’église dite ‘église d’Akbar’.

## Œuvres principales
Joseph Tieffenthaler, qui n’est jamais rentré en Europe, est en correspondance suivie avec les esprits scientifiques du vieux continent, en particulier avec le docteur Christian Kratzenstein, recteur de l’université de Copenhague et l’orientaliste français Hyacinthe Anquetil-Duperron (y compris lorsque Anquetil se trouvait lui-même en Inde, de 1755 à 1762). L’un et l’autre feront connaître la grande œuvre en 5 volumes de Tieffenthaller, le premier en allemand l’autre en français, non sans parfois mettre à leur compte ce qu’ils ont obtenu de Tieffenthaler.
- Description historique et géographique de l’Inde [Descriptio Indiae] (ed. par J. Bernoulli, 5 volumes, Berlin, 1786-1789). L’œuvre est une description détaillée de 22 provinces de l’Inde du nord, de ses villes de grande et moyenne importance, ses forteresses, y compris leur position géographique exacte (calculée au moins d’un quadrant). Elle inclut également un grand nombre de cartes et plans avec croquis dessinés par lui-même.
- Carte générale du cours du Gange et du Gagra (ed. par H. Anquetil du Perron, Paris, 1784). L’œuvre comprend une grande carte du cours inférieur du fleuve (de Patna à Calcutta), du cours moyen (Bénarès à Patna), une carte de la région du fleuve Ghaghra (affluent du Gange) avec notes, croquis et cartes des régions ou se trouvent les sources des tributaires principaux du Gange.

## Autres écrits
Tieffenthaler a également écrit sur le ‘Brahmanisme’, sur la religion des Parsis, l’Islam, les relations des religions entre elles, l’origine des Hindous et de leur religion. Dans le domaine de l’astronomie : des observations sur les taches solaires, sur l’astronomie et cosmologie hindoue. Dans le domaine des sciences naturelles : des descriptions détaillées de la flore et de la faune indienne. En histoire : les expéditions de Nadir Shah en Inde, une chronique des faits et actes de l’empereur Shah Alam, une chronique de l’histoire contemporaine (1757 à 1764), etc
Connaissant plusieurs langues orientales, dont l’arabe, le persan, l’hindoustani et le sanskrit, Tieffenthaler composa un lexique Sanskrit-Parsi, et un traité sur la langue des Parsis. Il est presque certainement à l’origine de la traduction des textes sacrés zoroastriens, qu’Anquetil-Duperron fit passer en 1711 comme étant la sienne, la première traduction de l’Avesta.[réf. nécessaire]